# Netto-Bådene
Netto-Bådene A/S (formelt Havnens Skibsreparationer A/S) er et dansk rederi, der tilbyder havnerundfart i Københavns Havn.
Netto-Bådene sejler en rundtur med udgangspunkt fra Holmens Kirke. Herfra sejles ud ad Børsgraven forbi Nationalbanken og ind i Nyhavn, hvor der lægges til ved Heibergsgade. Herefter sejles over Inderhavnen, bag om Holmen og forbi Marinestation København, før der sejles videre op til Langelinie og Den Lille Havfrue, hvor der vendes. Derefter sejles tilbage forbi Nordre Toldbod og Amaliehaven, før der krydses over havnen igen og sejles gennem Christianshavns Kanal. Endelig fortsættes tilbage over havnen og gennem Frederiksholms Kanal og Slotsholmskanalen tilbage til Holmens Kirke.
Med undtagelse af enkelte dage omkring jul og nytår sejles hele året rundt, i sommerhalvåret med åbne både og i vinterhalvåret med lukkede både. Bådene har lyseblå sider i modsætninger til konkurrenterne fra Canal Tours, der sejler med hvide eller lysegrønne både.

## Skibe
Næsten alle skibe er bygget af Havnens Skibsreparationer A/S selv. Netto X er dog leveret af Flemming Pedersen Glasfiberteknik ApS i København.
- P 905 Netto I (1991)
- P 915 Netto II (1991)
- P 916 Netto III (1991, havnebus 2007-2016)
- P 912 Netto IV (1992, havnebus 2009-2016)
- P 918 Netto V (1993)
- P 938 Netto VII (2001)
- P 960 Netto VIII (2002)
- P 970 Netto X (2007)
- P 972 Netto XI (2007)
- P 973 Netto XII (2007)
- P 981 Netto XIII (2013)
- P 983 Netto XVI (2013)